# Palmolive Building
Palmolive Building (anciennement Playboy Building) est un gratte-ciel de style Art déco de 37 étages situé au 919 North Michigan Avenue, dans le secteur communautaire du Loop à Chicago (Illinois, États-Unis). Construit par la firme d'architecte Holabird and Root, il a été achevé en 1929 et était le siège de la société Colgate-Palmolive-Peet jusqu'en 1956. Il culmine à 172 mètres de haut.
Le Palmolive Building était connu comme étant le « Playboy Building » durant la période 1965-1989, quand il était le siège du magazine Playboy. À ce moment, le mot « PLAYBOY » était représenté en lettres de 9 pieds (2,7 m) éclairées. L'immeuble a été désigné Chicago Landmark (CL) en 2000 par la ville de Chicago et a été ajouté sur la liste du Registre national des lieux historiques (NRHP) en 2003 par le National Park Service.
Aujourd'hui, le bâtiment a été transformé pour un usage résidentiel par les développeurs Draper et Kramer. Il comprend ainsi des logements haut de gamme de deux étages et de l'espace de vente au détail. Des condominiums haut de gamme constituent le reste de l'immeuble. Des personnalités célèbres comme Vince Vaughn et Lou Piniella vivent dans l'immeuble.